# Rivales (película de 1936)
Rivales (Come and Get It) es una película estadounidense dirigida por Howard Hawks y William Wyler. El guion de Jane Murfin y Jules Furthman está basado en la novela homónima publicada por Edna Ferber en 1935.
La película fue estrenada el 6 de noviembre de 1936.

## Reparto
- Edward Arnold ..... Barney Glasgow
- Frances Farmer ..... Lotta Morgan/Lotta Bostrom
- Walter Brennan ...  Swan Bostrom
- Joel McCrea ..... Richard Glasgow
- Mary Nash ..... Emma Louise Glasgow
- Andrea Leeds ..... Evvie Glasgow
- Charles Halton ..... Jed Hewitt